# 1 Decembrie
1 Decembrie, o Prim Decembrie, è un comune della Romania di 6 378 abitanti, ubicato nel distretto di Ilfov, nella regione storica della Muntenia.
Il nome del comune fa riferimento al 1º dicembre 1918, data in cui venne siglata la cosiddetta Dichiarazione di Alba Iulia, con la quale venne sancita l'unione della Transilvania e della Moldavia con la Valacchia, sancendo la nascita della Romania.